# Enlace cuádruple
Un enlace cuádruple es un tipo de enlace químico entre dos átomos que involucra 8 electrones. Este enlace es una extensión de los tipos más familiares de enlace doble y enlace triple. Los enlaces cuádruples estables son más comunes entre los miembros medios de los elementos de los metales de transición tales como renio, tungsteno, molibdeno, y cromo. Típicamente, los ligantes que soportan los enlaces cuádruples son donantes π, no aceptores π.

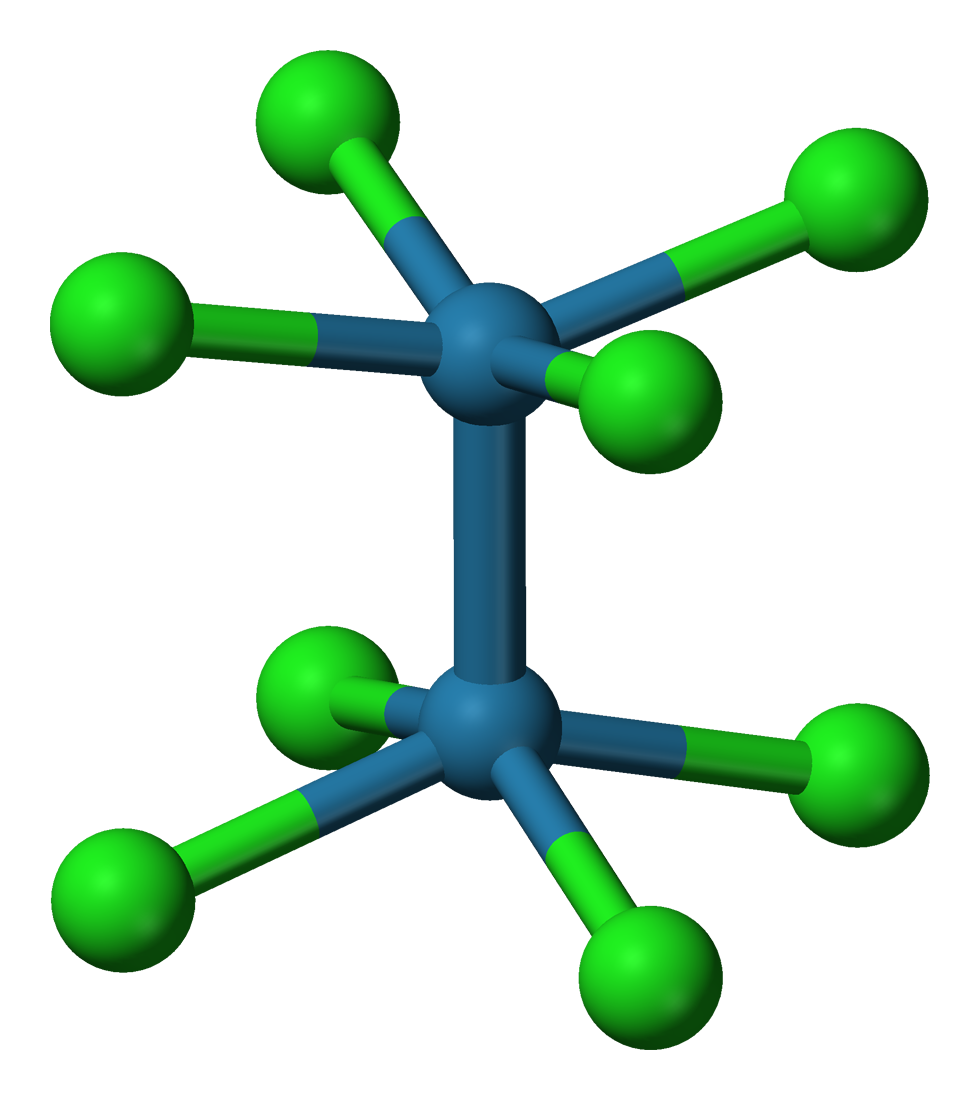
Anión octaclorodirrenato(III), [Re_{2}Cl_{8}]^{2−}, que presenta un enlace cuádruple Re-Re.

El acetato de cromo(II), Cr2(μ-O2CMe)4(H2O)2, fue el primer compuesto químico conteniendo un enlace cuádruple que fue sintetizado. Fue descrito en 1844 por E. Peligot, aunque su enlace distintivo no fue reconocido por más de un siglo. En enlace cuádruple fue caracterizado primero en el octaclorodirrenato(III) de potasio o K2[Re2Cl8]·2H2O por F.A. Cotton en 1964. La longitud de enlace renio-renio en este compuesto es sólo 2,24 angstrom. En la terminología de la teoría de los orbitales moleculares, el enlace es descrito por: σ2π4δ2 con un enlace sigma, dos enlace pi y un enlace delta. La fuerza de este enlace es materia de debate. La fuerza de enlace para el [Re2Cl8]2− está calculada en 3,2, no 4.
Han sido descritos muchos otros compuestos con enlaces cuádruples, frecuentemente por Cotton y sus colaboradores. La sal K4[Mo2Cl8] es isoelectrónica con el compuesto de dirrenio. Un ejemplo de compuesto de ditungsteno con un enlace cuádruple es di-tungsteno tetra(hpp).

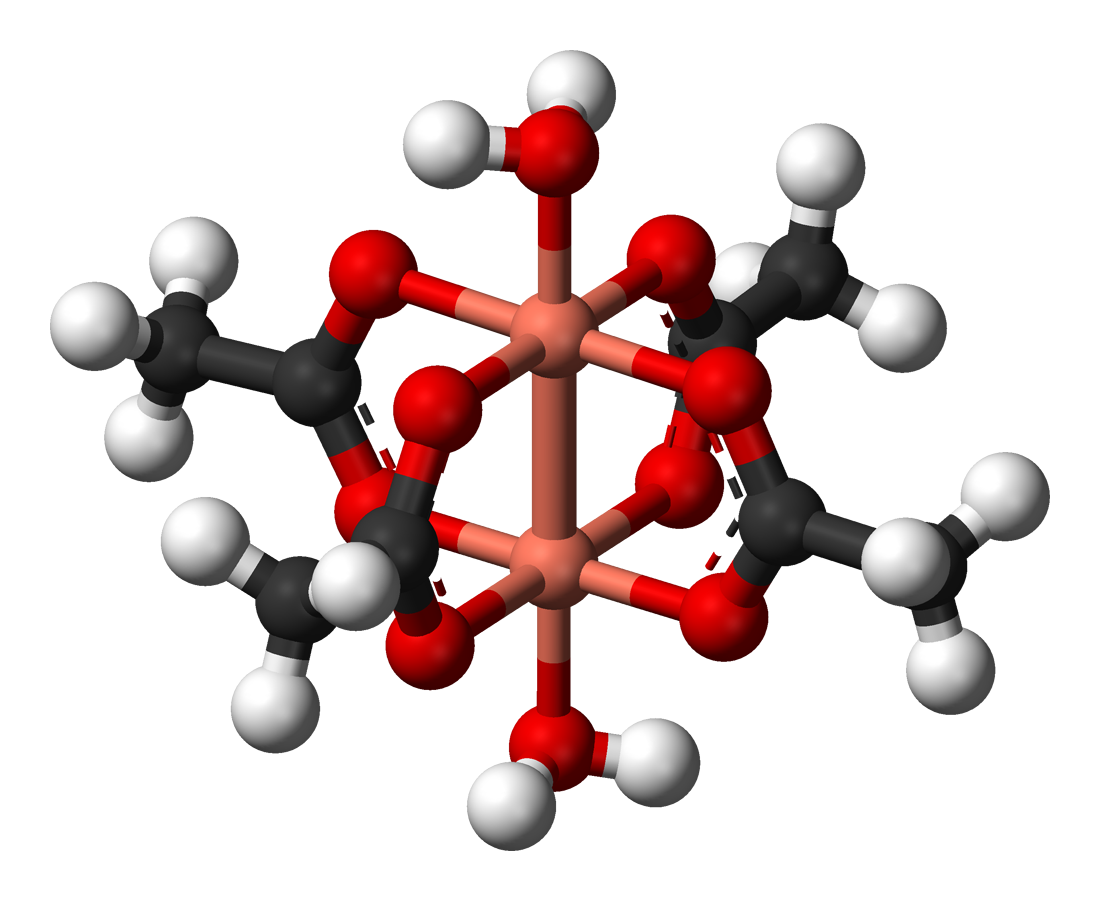
Estructura de los diacetatos hidratados de molibdeno(II) y cromo(II).